# 杨少山
杨少山（1923年10月—2020年1月18日），男，浙江余杭人，中国中医师，杭州市中医院内科主任。第八届全国人大代表。

## 生平
1923年生于浙江省余杭县仓前镇。早年随父亲杨仰山学习中医。后师从王泽民等医师。1953年经叶熙春和杨继荪等中医介绍，进入广兴联合中医院工作（1971年改称杭州市中医院）。1977年开设肺癌专科门诊，探索并总结中医药治疗肺癌的经验，并创立“养肺阴益中气”的治疗法则。即“以扶助正气、益气养阴为主，清热解毒抗癌中药为辅”。在内科疑难杂病、脾胃病、温热病的诊治上具有丰富的临床经验。
1983年至1993年，第六至七届浙江省人大代表。1993年至1998年，第八届全国人大代表。
1983年被评为浙江省卫生先进工作者，1986年被评为杭州市劳动模范，1987年晋升为主任中医师。2017年获杭州市中医院终身成就奖。
2020年1月18日21时08分在杭州逝世。

## 出版物
参与编写《肺癌手册》（中医治疗部分）、《中医临床手册》（内科部分）等工具书。

## 延伸阅读
- 徐红 (编). . 浙江科学技术出版社. 2018年. ISBN 9787534184314.